# Национальное управление акватории реки Ганг
Национальное управление акватории реки Ганг (НУАРГ) — природоохранное государственное агентство при Министерстве окружающей среды и лесного хозяйства Индии, отвечающее за финансирование, планирование, реализацию и мониторинг политики по защите акватории реки Ганг от загрязнения и чрезмерного использования. В июле 2014 года НУАРГ было передано из Министерства окружающей среды и леса в Министерство водных ресурсов, развития рек и омоложения Ганги (бывшее Министерство водных ресурсов (Индия)).
Национальное управление акватории реки Ганг было основано в феврале 2009 года. Первое собрание НУАРГ прошло 5 октября 2009 года.
В соответствии с Приказом Правительства от 20 сентября 2016 года был основан «Национальный совет по реке Ганг (омоложение, защита и управление)» (National Council for River Ganga (Rejuvenation, Protection and Management)), который заменил «Национальное управление по бассейну реки Ганг». Организация отвечает за омоложение бассейна реки Ганг и предотвращает её загрязнение.

## Состав
- Премьер-министр Индии
  - Министр охраны окружающей среды и лесного хозяйства
  - Министр финансов
  - Министр градостроительства
  - Министр водного хозяйства
  - Министр энергетики
  - Министр науки и техники
  - Заместитель председателя Комиссии по планированию
  - Главный министр штата Уттаракханд
  - Главный министр штата Уттар-Прадеш
  - Главный министр штата Бихар
  - Главный министр штата Джаркханд
  - Главный министр штата Западная Бенгалия